# HomoloGene
HomoloGene es una herramienta del Centro Nacional para la Información Biotecnológica (NCBI) que es utilizada como sistema de detección automática de homólogos (similitud atribuible a la descendencia de un ancestro común) entre los genes anotados de varios genomas eucariotas completamente secuenciados.
El procesamiento de HomoloGene consiste en el análisis de proteínas de los organismos de entrada. Las secuencias se compararon mediante blastp, a continuación, los empareja y agrupa, utilizando un árbol taxonómico construido a partir de la similitud de secuencias, donde los organismos más estrechamente relacionados se emparejan primero, y luego los siguientes son añadidos al árbol. Las alineaciones de proteínas se asignan a sus secuencias de ADN correspondientes; luego, las distancias métricas tales como las de Jukes & Cantor (1969) o la tasa Ka/Ks se pueden calcular.
Las secuencias se emparejan utilizando un algoritmo heurístico para maximizar la puntuación global en una coincidencia bipartita (véase grafo bipartito completo), más que a nivel local. Y luego, se calcula la significación estadística de cada pareja. En cada posición se realizan puntos de corte, y se establecen valores de Ks para evitar falsos ortólogos cuando sean agrupados; además, los parálogos son identificados a través de la búsqueda de secuencias entre aquellas especies más relacionadas.

## Organismos de entrada
Homo sapiens, Pan troglodytes, Canis lupus familiaris, Bos taurus, Mus musculus, Danio rerio, Rattus norvegicus, Arabidopsis thaliana, Gallus gallus, Oryza sativa, Anopheles gambiae,  Drosophila melanogaster, Magnaporthe grisea, Neurospora crassa, Caenorhabditis elegans, Saccharomyces cerevisiae, Kluyveromyces lactis, Eremothecium gossypii, Schizosaccharomyces pombe y Plasmodium falciparum.

## Interfaz
HomoloGene está vinculada a todas las bases de datos Entrez, y se basa además en información de homología y fenotipo de los siguientes enlaces:
- Mouse Genome Informatics (MGI),
- Zebrafish Information Network (ZFIN),
- Saccharomyces Genome Database (SGD),
- Clusters of Orthologous Groups (COG),
- FlyBase,
- Online Mendelian Inheritance in Man (OMIM)

Como resultado HomoloGene muestra información sobre genes, proteínas, fenotipos y dominios conservados.